# 예리 미나
예리 페르난도 미나 곤살레스(스페인어: Yerry Fernando Mina González, 1994년 9월 23일 ~ )는 콜롬비아의 축구 선수로 포지션은 중앙 수비수이며 현재 세리에 A의 칼리아리에서 활약하고 있다.

## 선수 경력
2016년 소속팀의 리그 우승을 이끈 예리 미나는 캄페오나투 브라질레이루 세리이 A 올해의 팀 수비수 부분에 선정되었다.

### 클럽 경력 통계
- 업데이트: 2018년 1월 10일

| 클럽              | 시즌 | 리그 | 리그 | 컵   | 컵   | 대륙컵 | 대륙컵 | 기타1 | 기타1 | 합계 | 합계 |
| 클럽              | 시즌 | 출전 | 득점 | 출전 | 득점 | 출전   | 득점   | 출전  | 득점  | 출전 | 득점 |
| ----------------- | ---- | ---- | ---- | ---- | ---- | ------ | ------ | ----- | ----- | ---- | ---- |
| 데포르티보 파스토 | 2013 | 14   | 1    | 8    | 0    | 2      | 0      | —     | —     | 24   | 1    |
| 데포르티보 파스토 | 통산 | 14   | 1    | 8    | 0    | 2      | 0      | 0     | 0     | 24   | 1    |
| 산타페            | 2014 | 34   | 3    | 16   | 0    | 2      | 0      | —     | —     | 52   | 3    |
| 산타페            | 2015 | 23   | 2    | 8    | 0    | 212    | 1      | 2     | 1     | 54   | 4    |
| 산타페            | 2016 | 10   | 2    | —    | —    | 8      | 3      | —     | —     | 18   | 5    |
| 산타페            | 통산 | 67   | 7    | 24   | 0    | 31     | 2      | 2     | 1     | 124  | 12   |
| 파우메이라스      | 2016 | 13   | 4    | 2    | 0    | 0      | 0      | —     | —     | 15   | 4    |
| 파우메이라스      | 2017 | 15   | 2    | 4    | 0    | 7      | 3      | 8     | 0     | 34   | 5    |
| 파우메이라스      | 통산 | 28   | 6    | 6    | 0    | 7      | 3      | 8     | 0     | 49   | 9    |
| 통산              | 통산 | 109  | 14   | 38   | 0    | 40     | 7      | 10    | 1     | 197  | 22   |

1수페르리가 콜롬비아나, 레코파 수다메리카나, 수루가 방크 참피언십 그리고 캄페오나투 파울리스타 포함.
2코파 리베르타도레스 그리고 코파 수다메리카나 포함.

## 수상
산타페
- 코파 수다메리카나: 2015
- 카테고리아 프리메라 A: 2014후
- 수페르리가 콜롬비아나: 2015

 파우메이라스
- 캄페오나투 브라질레이루 세리이 A: 2016

 콜롬비아
- 코파 아메리카 : 3위 (2016)

개인
- 2018년 FIFA 월드컵 맨 오브 더 매치 : vs. 세네갈 (조별리그)